# Gestão de aplicações para dispositivos móveis

## Gestão de aplicações para dispositivos móveis
Mobile Application Management (MAM) é um termo que se refere à Gestão de aplicações para dispositivos móveis. É um software e serviço concebido para funcionar em ambiente empresarial, responsável por fornecer e controlar o acesso a aplicações móveis desenvolvidas internamente. O futuro do MAM é maximizar a agilidade e a segurança  das bases de dados das empresas, bem como acompanhar as ameaças recorrentes nesses meios empresarias.
Para as empresas, a implementação e gestão das apps representa um mercado emergente, o ultrapassar de inúmeras fronteiras, mas as apps, para as empresas, acarretam tanto riscos quanto recompensas. Existem no mercado ferramentas que minimizam os riscos tecnológicos e financeiros e em simultâneo permitem retirar o máximo proveito da oportunidade que essas apps representam.
A sua aquisição tornou-se indispensável com o aparecimento do fenómeno em expansão Bring Your Own Device (BYOD), proposto por várias empresas. Quando um funcionário usa um dispositivo pessoal (um smartphone, um tablet, etc.) num ambiente empresarial, o MAM permite que a equipa de TI (tecnologias de informação) da empresa transfira as aplicações necessárias, permite igualmente o controlo de acesso aos dados corporativos, bem como a remoção remota de dados da empresa do dispositivo em caso de perda, ou ainda removê-los quando o funcionário deixa de colaborar com a empresa em causa. Este fenómeno trouxe preocupações acrescidas ao mundo empresarial, sendo muito vantajoso, acarreta sérios riscos de segurança.

Gestão do dispositivo móvel ou Mobile device managemen (MDM), como o próprio nome indica, centra-se na gestão do próprio dispositivo, ao invés da Gestão de aplicações para dispositivos móveis onde o controlo sobre o aparelho é menor do que sobre a aplicação. O MDM permite um controlo superior sobre o  dispositivo, contudo monitoriza igualmente as aplicações e dados estatístico, permite inclusive configurar e controlar o firmware (Conjunto de instruções operacionais programadas directamente no hardware do equipamento) do dispositivo.

Consulta opcional
- MAM vs. MDM[6]